# Schoenherria rangunensis
Schoenherria rangunensis är en skalbaggsart som beskrevs av Brenske 1899. Schoenherria rangunensis ingår i släktet Schoenherria och familjen Melolonthidae. Inga underarter finns listade i Catalogue of Life.